# Philippus van Limborck

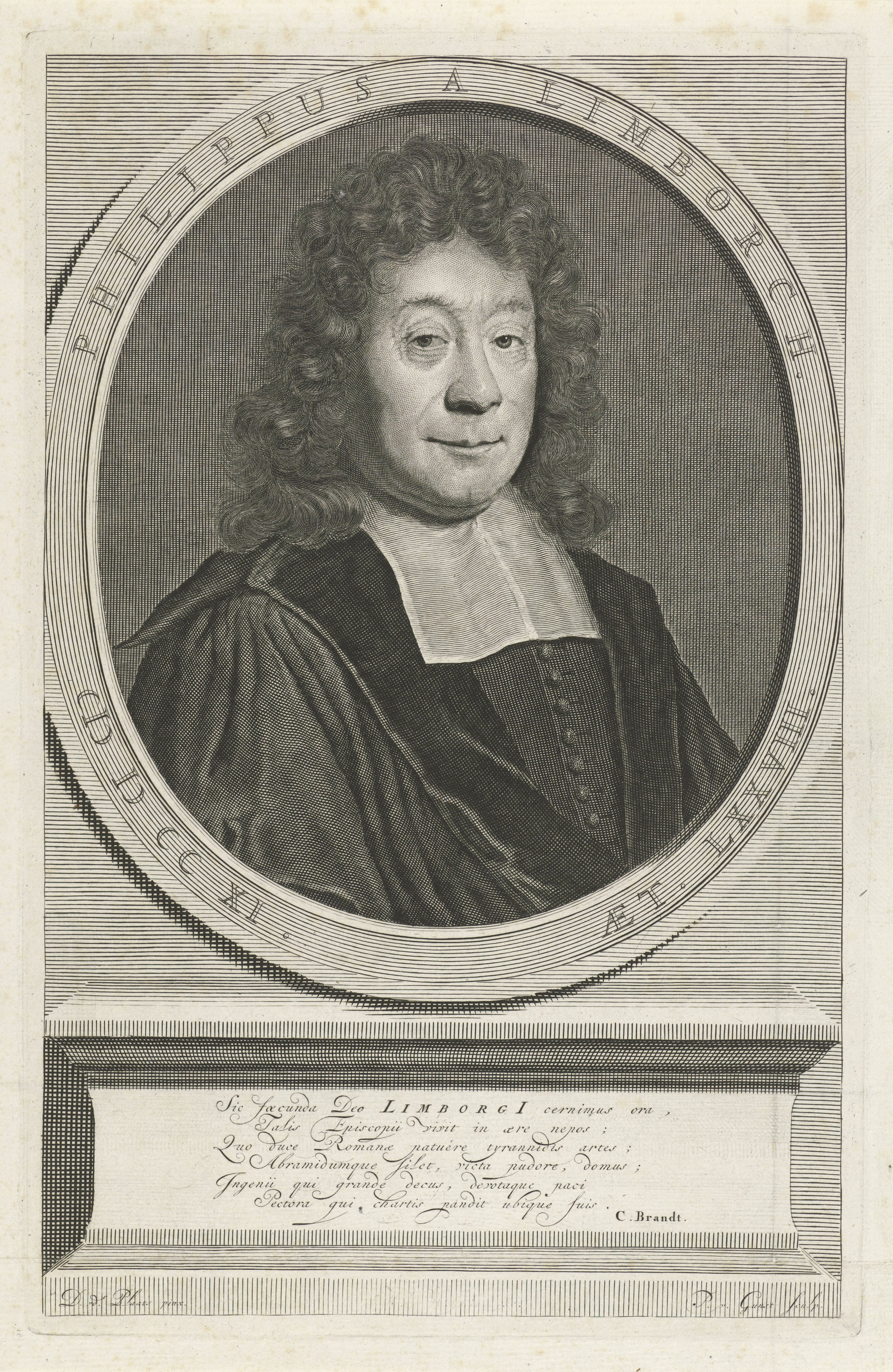
Philippus van Limborck

Philipp van Limborch, latinisiert Philippus van Limborck (* 19. Juni 1633 in Amsterdam; † 30. April 1712 ebenda) war ein arminianischer Theologe und Professor des Remonstrantischen Seminars an der Universität von Amsterdam.

## Leben
Limborch wuchs in Amsterdam auf, wo sein Vater Jurist war. Mütterlicherseits war er ein Großneffe von Simon Episcopius.
Limborch studierte am Seminar der Remonstranten in Amsterdam unter Gerhard Johannes Vossius, Caspar van Baerle (Barlaeus) und Étienne de Courcelles (Curcellaeus; 1586–1659) und besuchte ab 1652 die Universität Utrecht, wo er Gisbert Voetius hörte. 1657 wurde er arminianischer Prediger in Gouda. 1667 wurde er von als Prediger nach Amsterdam, 1668 zum Professor der Theologie an das Seminar der Remonstranten berufen, wo Jean Leclerc (Clericus) sein Kollege wurde. Diese Stelle hatte er bis zu seinem Tod im Jahr 1712 inne.
Limborch führte nach seinem Verständnis das Vermächtnis des Erasmus von Rotterdam, Arminius, Vossius, Grotius und Simon Episcopius fort, das er besonders in Toleranz und unabhängiger Wahrheitssuche verwirklicht sah. Als erster arminianischer Theologe verfasste er eine Dogmatik, die auf die Praxis der christlichen Frömmigkeit gerichtet war und die Ethik beinhaltete. Er führte die Unterscheidung in fundamentale und nicht fundamentale Glaubenslehren ein, wobei er u. a. die Trinität, die Christologie und die Prädestination unter die nicht fundamentalen Lehren rechnete. Damit versuchte er, eine vermittelnde Theologie zu entwickeln, die sich auf notwendige Dogmen beschränkte, weswegen er in den Verdacht des Sozinianismus geriet.
Limborch war ein Gegner Spinozas, der Deisten und Agnostiker. Er korrespondierte mit vielen Gelehrten seiner Zeit, unter ihnen Jean Leclerc, Gilbert Burnet (1643–1715), Edward Stillingfleet (1635–1699), John Tillotson (1630–1694), Ralph Cudworth und Henry More. Mit John Locke verband ihn eine langjährige Freundschaft. Unter ihm und Leclerc erreichte die arminianische Theologie ihren größten Einfluss auf die europäische Frühaufklärung, besonders in England und den Niederlanden.

## Schriften (Auswahl)
- Theologia Christiana ad praxin pietatis ac promotionem pacis Christianae unice directa [Christliche Theologie, einzig ausgerichtet auf die Praxis der Frömmigkeit und die Förderung des christlichen Friedens] (Amsterdam 1686)
- De veritate religionis Christianae amica coltatio cum erudito Judaeo [Über die Wahrheit der christlichen Religion: Ein freundschaftlicher Dialog mit einem gelehrten Juden] (Gouda 1687) – Hauptwerk
- Historia Inquisitionis [Geschichte der Inquisition] (1692), mit einer Ausgabe der Liber Sententiarum Inquisitionis Tolosanae [Buch der Urteile der Inquisition von Toulouse] (1307–1323)
- Commentarius in Acta Apostolorum et in Epistolas ad Romanos et ad Hebraeos [Kommentar zur Apostelgeschichte und zu den Briefen an die Römer und an die Hebräer] (Rotterdam 1711)